# Plac Zwycięstwa w Szczecinie
Plac Zwycięstwa (przed 1927 Am Berliner Tor, 1927–1933 Platz der Republik, 1933–1945 Hohenzollernplatz) – plac w Szczecinie zlokalizowany w całości na obszarze osiedla Nowe Miasto. Administracyjnie należy do dzielnicy Śródmieście.

## Urbanistyka
Jest to plac o nieregularnym kształcie, w przybliżeniu wytyczony na planie prostokąta. Na wysokości Bramy Portowej przechodzi w pl. Brama Portowa. Położony jest na styku ulic Bolesława Krzywoustego, Mikołaja Kopernika, Kaszubskiej, Więckowskiego, Potulickiej oraz alei Wojska Polskiego. Sygnalizacja świetlna zainstalowana jest jedynie na skrzyżowaniu z ul. Krzywoustego.

## Zabudowa
Plac uległ częściowemu zniszczeniu w czasie II wojny światowej. Wojny nie przetrwała część zabudowań, w tym budynek Verkehrsvereingebäude (Towarzystwa Komunikacji Miejskiej), który został zbombardowany 30 września 1941 r.. Obecnie zabudowa placu Zwycięstwa jest zróżnicowana; stanowią ją zarówno obiekty przedwojenne, jak i budownictwo z okresu PRL-u. Pomiędzy ul. Kaszubską oraz ul. Więckowskiego wybudowany został w okresie powojennym budynek przychodni lekarskiej „Medicus”. Z zabudowy przedwojennej ocalała okazała kamienica na narożniku z ul. Krzywoustego oraz al. Wojska Polskiego i kamienice na narożniku z ul. Kopernika i ul. Bolesława Krzywoustego. Ponadto zachowała się, obecnie opuszczona i zrujnowana, kamienica na rogu z ul. Potulicką, w której przez wiele lat mieścił się Hotel Piast. Sąsiadujące z nią zabudowania zostały zastąpione przez współczesny blok. Sprzed wojny pochodzi także kamienica należąca do banku Pekao (narożnik z  ul. Więckowskiego i al. Wojska Polskiego), przed którą w 1997 r. ustawiono rzeźbę „Labirynt”. Oprócz zabudowy mieszkalnej przy placu wznoszą się dwa kościoły – Najświętszego Serca Pana Jezusa oraz św. Wojciecha. 

## Transport
Przez wysepkę centralną placu Zwycięstwa przebiega dwutorowa trasa tramwajowa, po której poruszają się tramwaje linii 7, 8, 9 oraz 10. Ponadto na placu znajduje się przystanek linii autobusowych nr 61, 62, 75 i 87.

## Zdjęcia

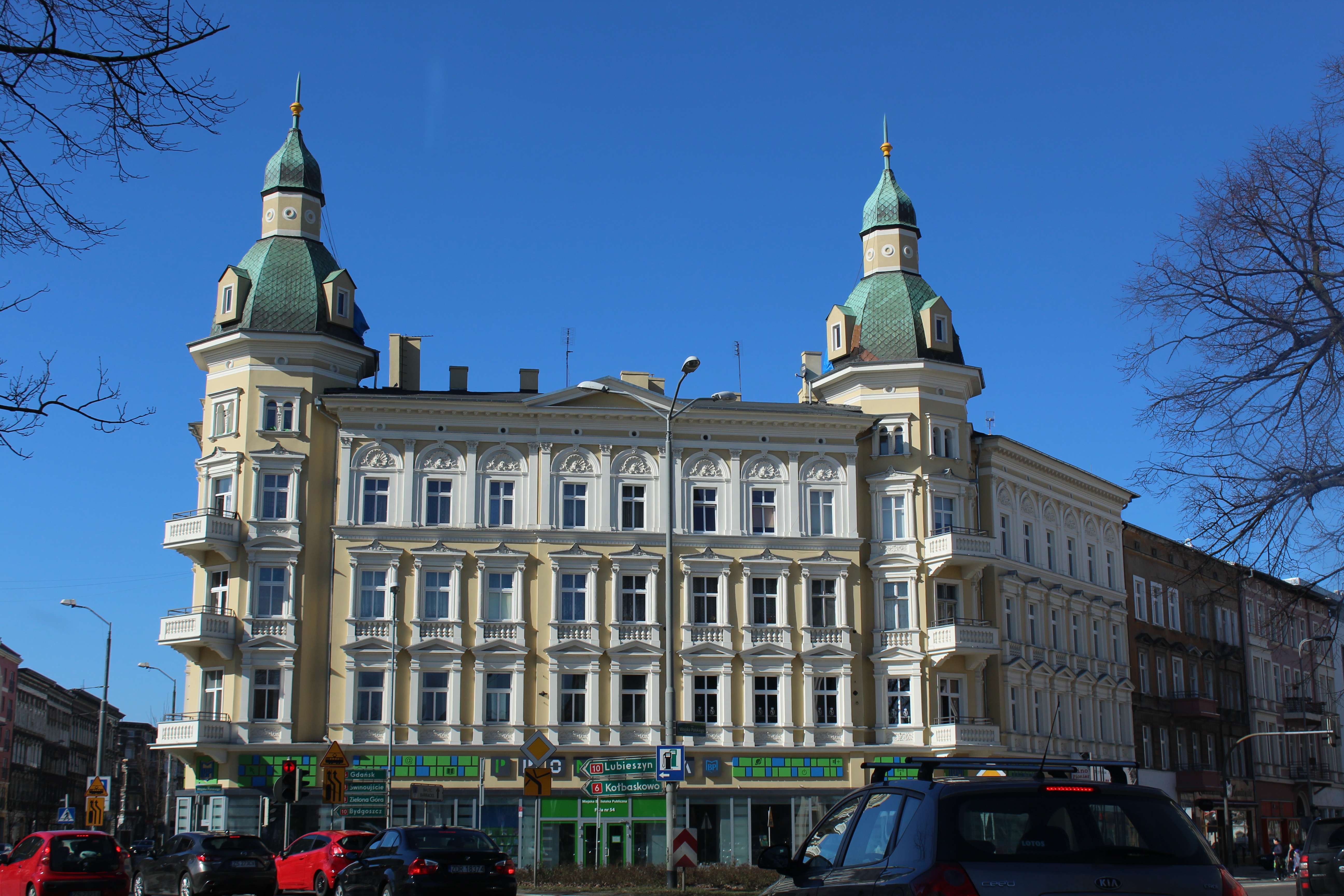
Kamienica na narożniku z ul. Krzywoustego i al. Wojska Polskiego
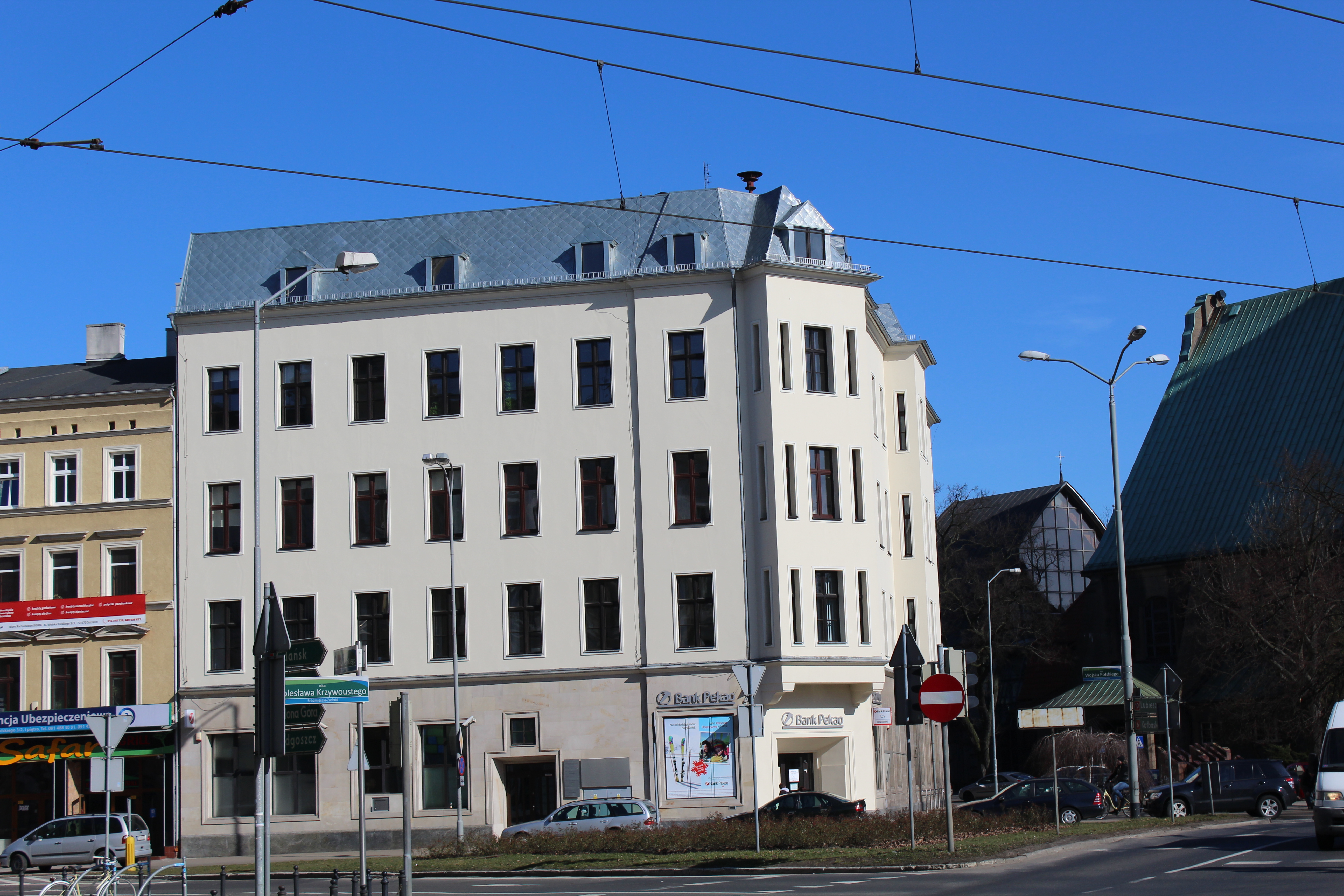
Kamienica mieszcząca siedzibę banku
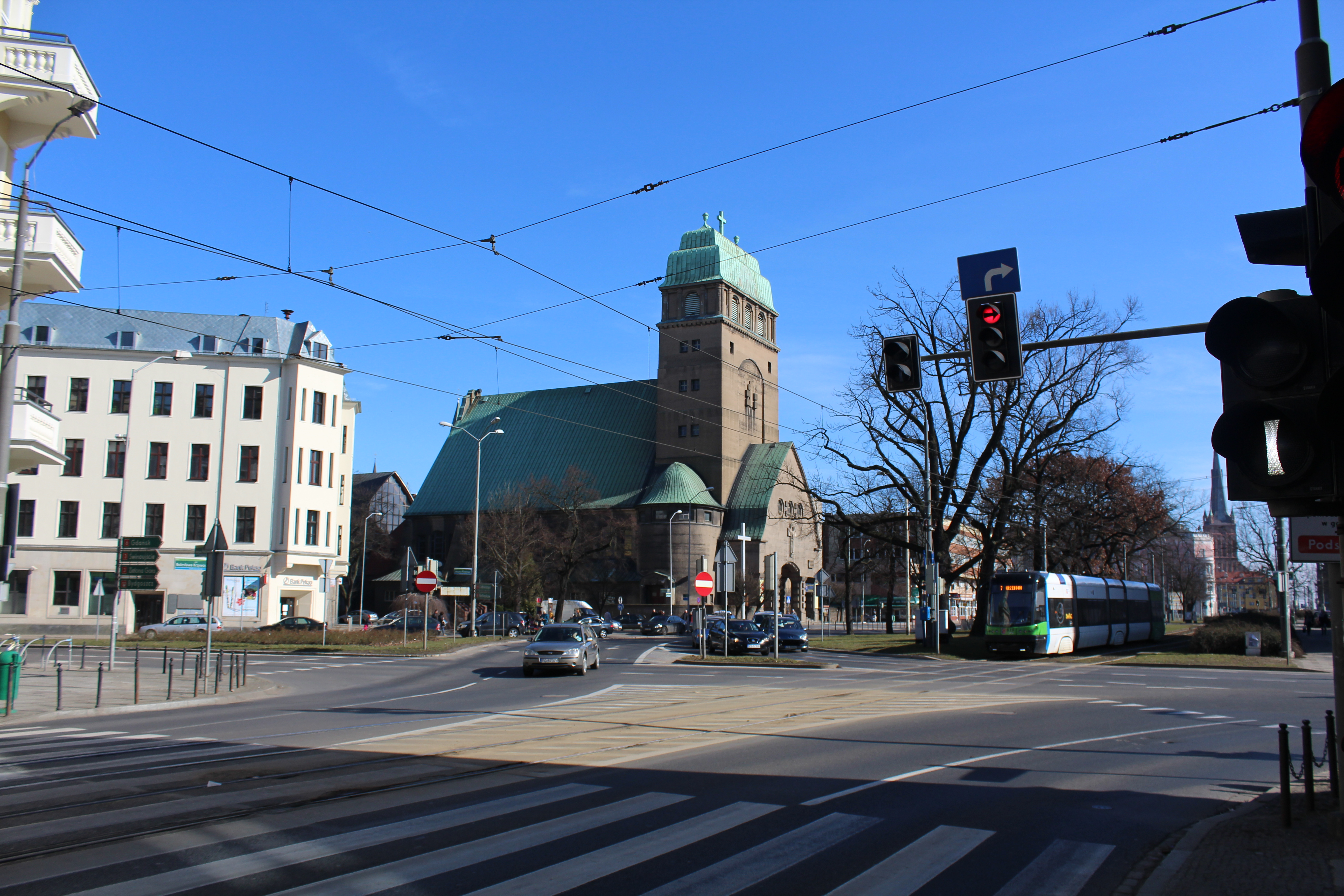
Wylot ulicy Krzywoustego do placu
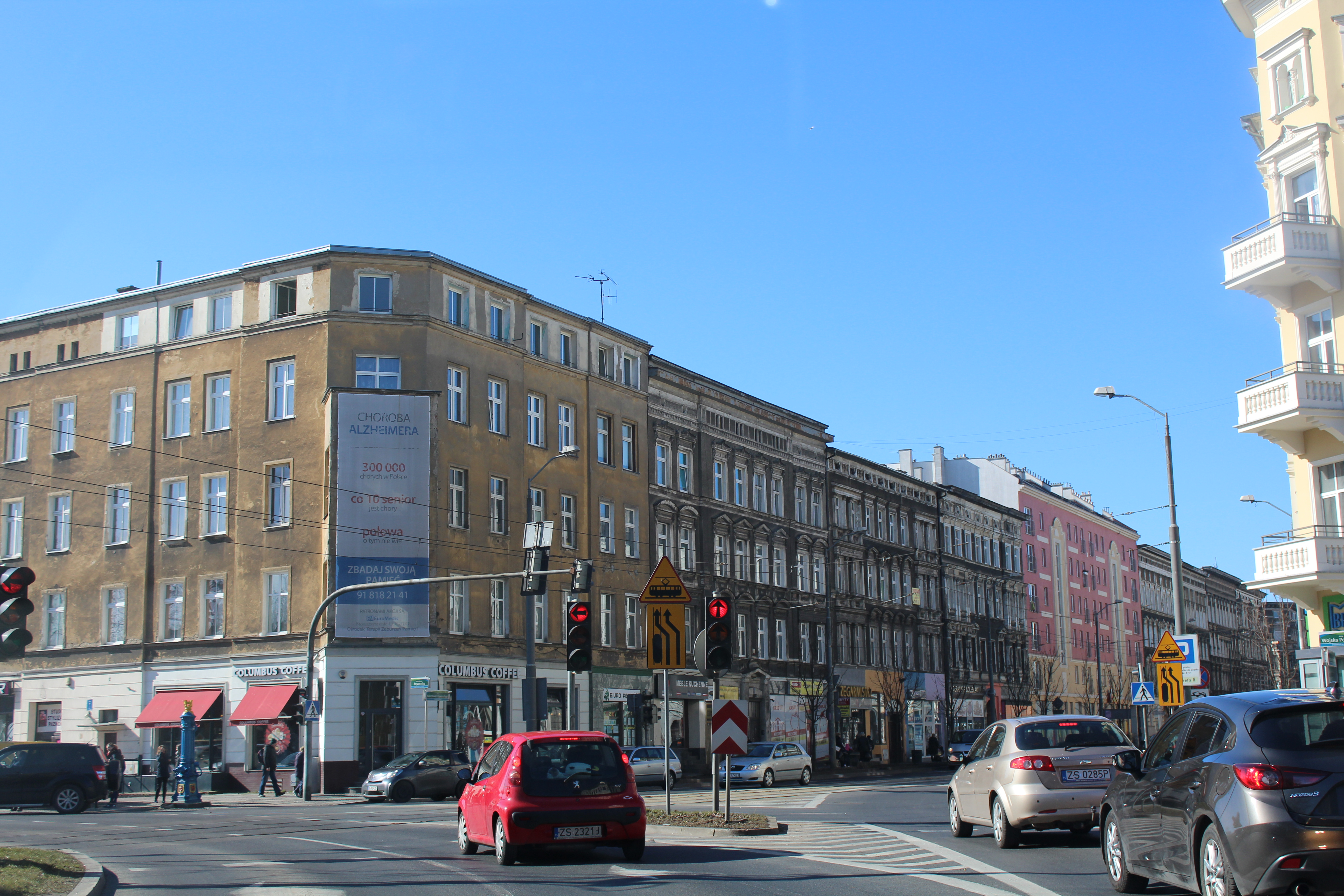
Narożnik ul. Kopernika i Krzywoustego
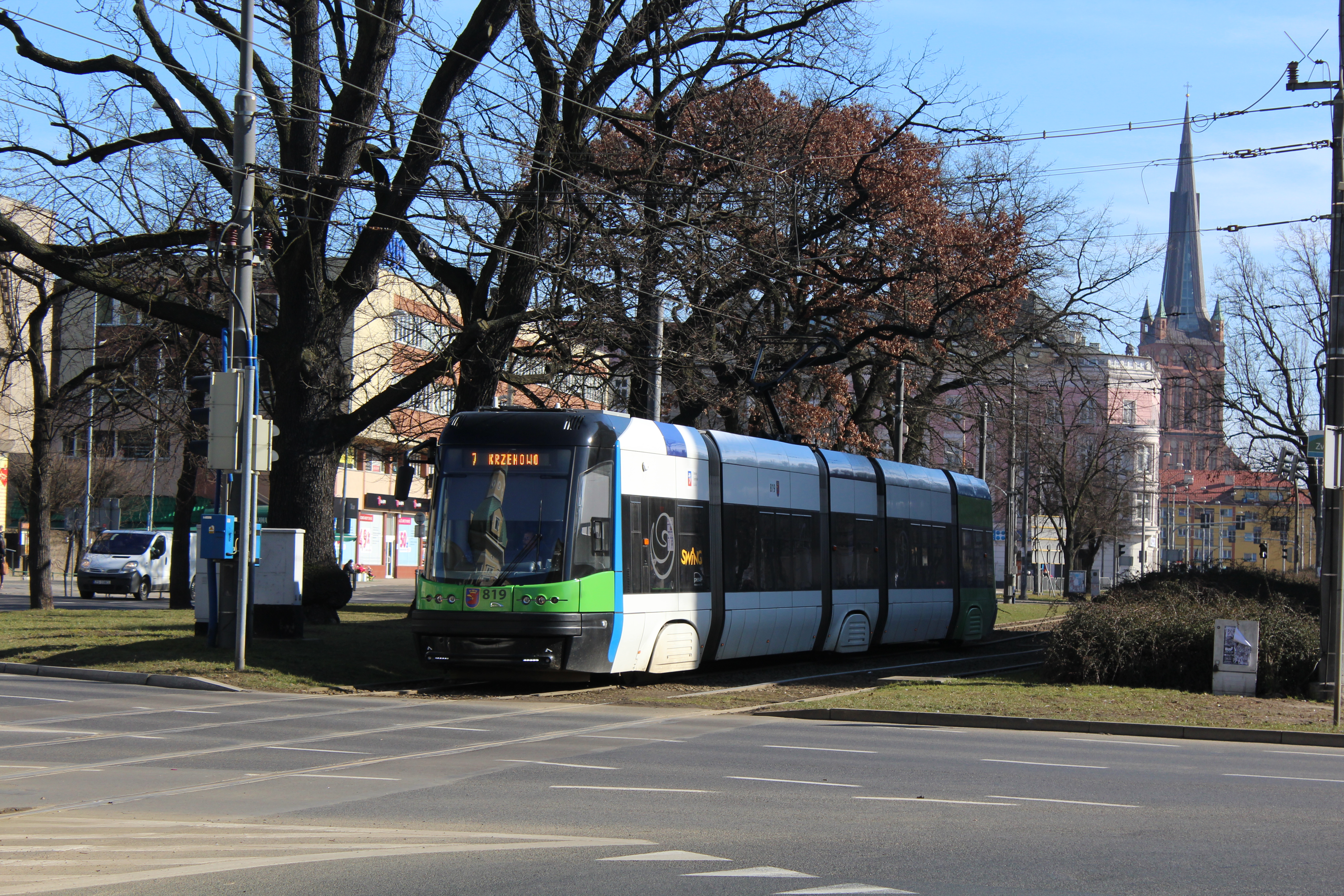
Tramwaj PESA 120Na na placu